# Molete
Molete est une ville du Botswana.